# Laurence Bloch

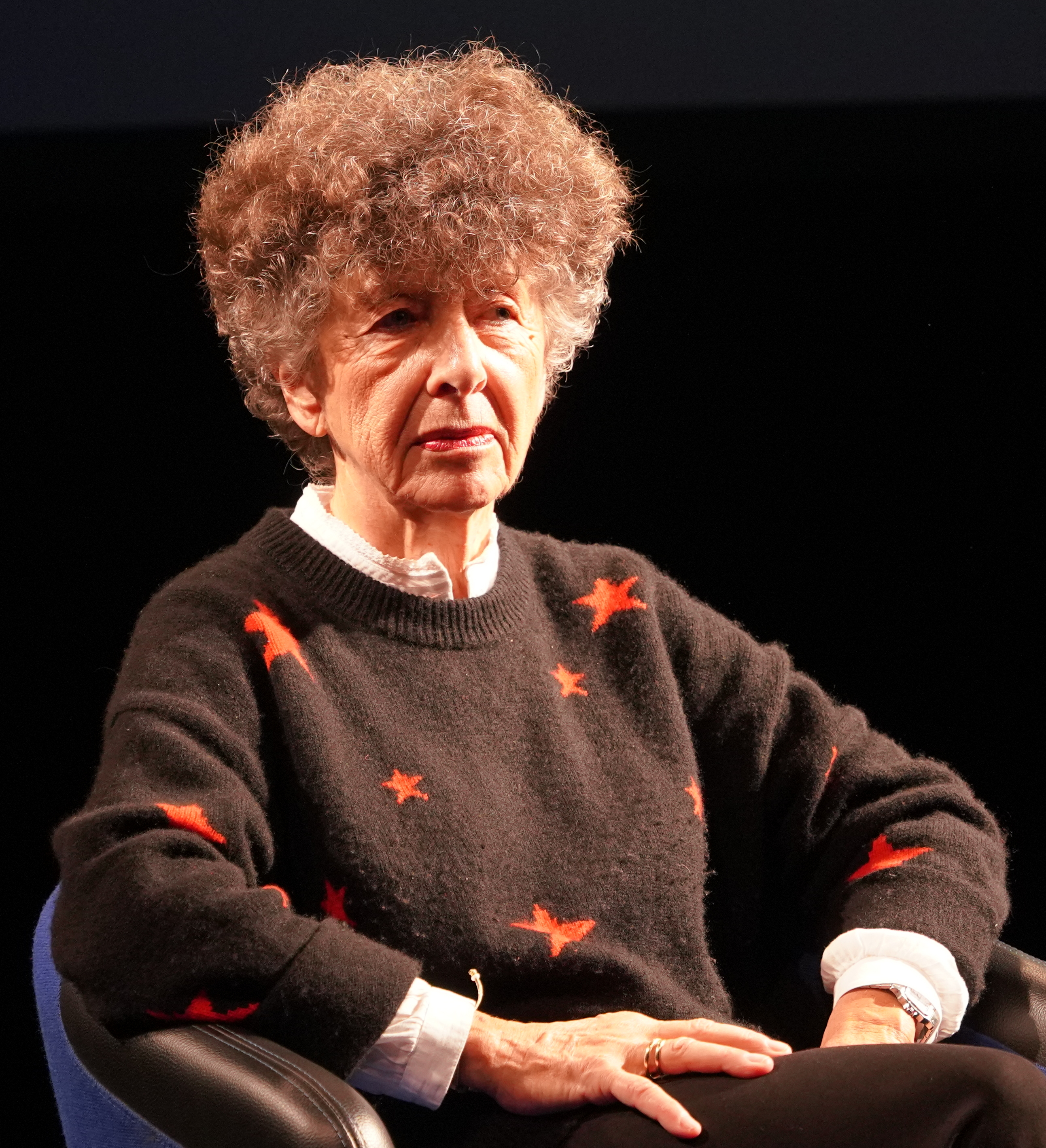
Laurence Bloch im Jahr 2023

Laurence Bloch (* 30. August 1952 in Boulogne-Billancourt) ist eine französische Journalistin und Produzentin. Sie war Leiterin des Radiosenders France Inter von 2014 bis 2022.

## Leben
Laurence Bloch studierte Anglistik an der Universität Lille III und Recht in Paris an der Universität Panthéon-Assas, bevor sie zum Institut d’études politiques de Paris wechselte. 1978 absolvierte sie ein Praktikum bei France Inter, das ihr Interesse am Radio weckte. Sie begann ihre journalistische Laufbahn bei France Culture, bevor sie als Korrespondentin für Radio France Internationale und La Croix im südlichen Afrika tätig wurde. Ab 1987 produzierte sie die Sendung Le Pays d'ici. Im Jahr 1989 wurde sie zur stellvertretenden Direktorin von France Culture ernannt.

## France Inter
Laurence Bloch kam 2010 als stellvertretende Direktorin und Leiterin der Abteilung Antenne zu France Inter. Im Mai 2014 wurde sie zur Direktorin von France Inter ernannt. Laurence Bloch plant, „eine neue Generation auf den Plan zu rufen und mehr Frauen auf Sendung zu bringen“.
Laurence Bloch wird im August 2022 auf Beschluss von Sibyle Veil in der Leitung von France Inter von Adèle Van Reeth abgelöst.
Laurence Bloch ist derzeit Direktorin der Sender und der redaktionellen Strategie von Radio France.

## Auszeichnungen
- 2016: Komtur des Ordre des Arts et des Lettres[7]